# Ауденарде
Ауденарде (нидерл. Oudenaarde, западнофлам. Oudenoarde, фр. Audenarde) — муниципалитет в Бельгии, в провинции Восточная Фландрия.

## Города-побратимы
- Германия Кобург (1972)
- Нидерланды: Берген-оп-Зом (1986)
- Италия: Кастель-Мадама (1986)
- Франция: Аррас (1990)
- Великобритания: Гастингс (1991)
- Румыния: Бузэу (2007)

## Известные жители
- Франк Де Блекере, судья ФИФА.

## Достопримечательности

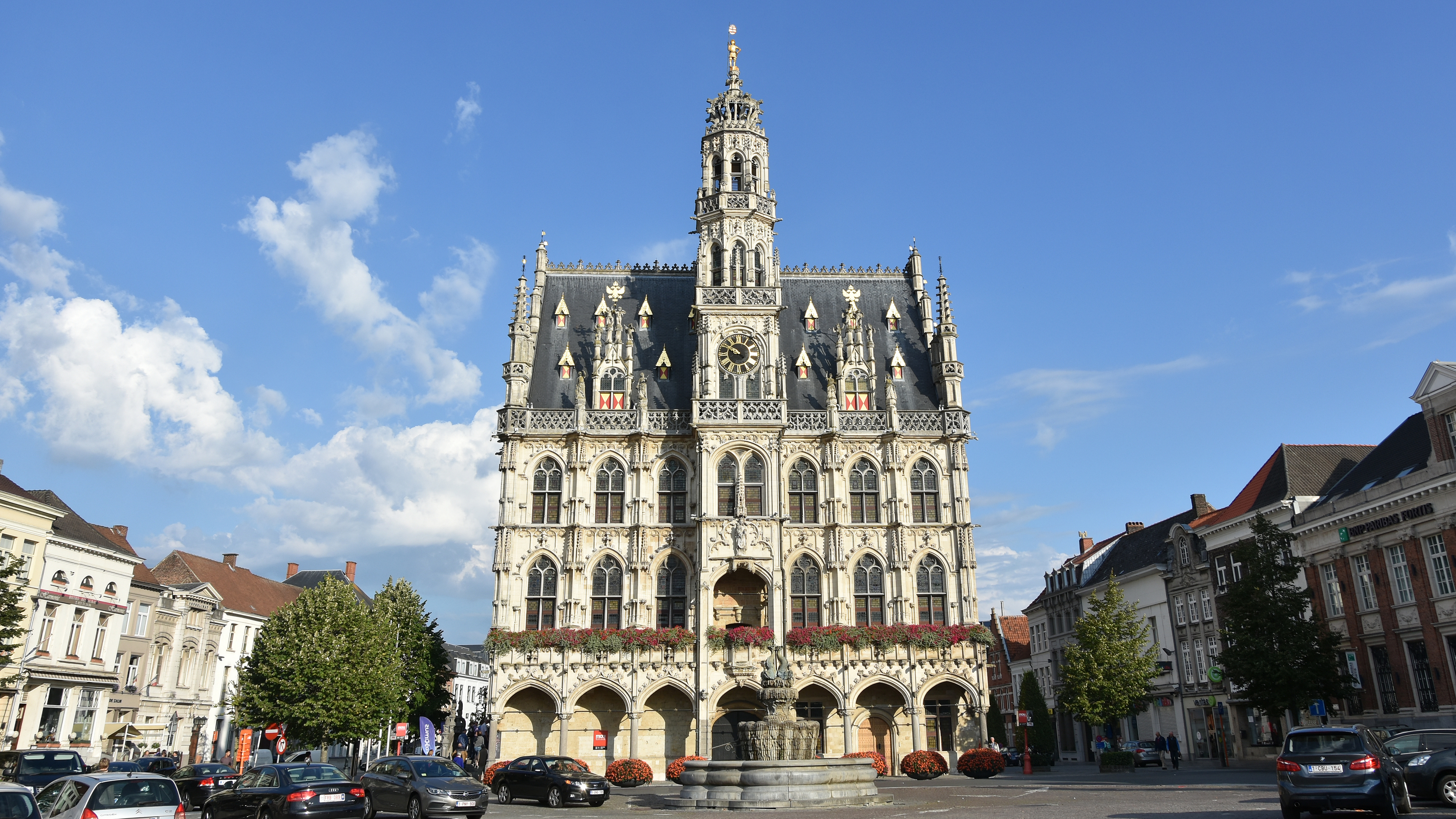
Ратуша

- Ратуша с беффруа, включена в список Всемирного наследия ЮНЕСКО.